# Арброут
Арбро̀ут (на английски: Arbroath или Aberbrothock, Абърбръдък, на гаелски Obair Bhrothaig, произношение в Шотландия [əːɹˈbɹoθ], произношение в Англия [aɹˈbɹouθ]) е град в Шотландия.

## География
Градът е в област Ангъс. Разположен е по източното крайбрежие на Шотландия. Той е пристанищен град на Северно море. Има жп гара по крайбрежната жп линия от Дънди до Абърдийн. Разстоянието до областния център Форфар е 16 км. Разстоянието на север до град Абърдийн е около 50 км, а на юг до Дънди е около 16 км. Арброут е най-големият град в област Ангъс. През града протича и се влива в Северно море малката река Бръдък Бърн (Brothock Burn), в названието на която шотландската дума „Бърн“ означава „поток“, „рекичка“. Нейната дължина е около 5 км. Население 22 460 жители от преброяването през 2004 г.

## Етимология на названието
Думата Brothock е английския правопис на гаелската дума Brothaig, която е най-близка до английските Ditch (ров, яма, изкоп) и Muddy (кален, размътен). Aber- е представка означаваща на английски The rivermouth of... (Устието на...) Така названието Aberbrothock означава на английски The rivermouth of the ditch (Устието на рова) или The mouth of the muddy burn (Устата (устието) на калния поток). Също като английски еквивалент на думата Aberbrothock може да се разгледа и думата Ditchmouth (Уста (устие) на рова)

## История
Първите сведения за града са свързани с манастира „Arbroath Abbey“ от началото на 12 век. По-късно през 14 век се приема „Арброутската декларация“ („Declaration of Arbroath“), която се счита за първата в историята на страната, посветена на нейната независимост. Днешното име на английски език Арброут градът получава в средата на 19 век, когато то е променено от шотландското название Абърбръдък.

## Архитектура
Архитектурата на по-голямата част от сградите в Арброут е в типичния за повечето шотландски градове стил от тесни каменни сгради най-често от 2 до 4 етажа със стръмни покриви и високи комини, строени през 18-19 век.

## Забележителности
- Манастирът „Арброут Аби“ („Arbroath Abbey“), построен в началото на 12 век от местни червени морски камъни с пясъчников състав
- Морският фар „Бел Рок Лайтхаус“ („Bell Rock Lighthouse“), намиращ се в морето, построен през 1813 г.
- Пристанището
- Художествената галерия
- Паркът „Виктория Парк“ („Victoria Park“), открит през 1897 г.
- Езерото Кепти
- Селцето Охмити, разположено на около 5 км по крайбрежието в северна посока от града
- Енорията „Сейнт Вайджънс“
- Каменните кариери „Кармили“
- Музеят на морския фар „Бел Рок Лайтхаус“
- Миниатюрната железница „Керс Миниачър Рейлуей“ („Kerr's Miniature Railway“), открита през 1935 г.
- Замъкът „Кели Касъл“ („Kellie Castle“), разположен на около 4 км на юг от града

## Икономика
Важна част от икономиката на града е пристанището. Градът е традиционен риболовен център. Известен е от началото на 19 век с деликатеса от пушена дребна риба треска, наречен „Арброут Смоуки“ („Arbroath Smokie“, „пушено арброутско“). Арброут е често включван обект за посещение по море в туристическите дестинации по северното крайбрежие на Шотландия.

## Събития
- Фестивалът „Arbroath Smokie Blues Festival“

## Спорт
Футболният отбор на града е на „ФК Арброут“. Участвал е в трите нива на шотландския футбол – Първа, Втора и Трета дивизия. Играе своите мачове на стадион „Гейфийлд Парк“. Отборът е световен рекордьор по постигнат най-голям резултат в официален мач от т. н. „първа класа“. През 1885 г. на 12 септември той побеждава с 36 – 0 отбора на „Бон Акорд“ от град Абърдийн. Популярното прозвище на отбора е „Червените светлини“ (на шотландски „The Red Lichties“, „Дъ Ред Лихтийс“) на името на червената светлина, която е помагала на риболовните лодки да се връщат на пристанището, но местните запалянковци обичат да казват на отбора „36 на 0“ в памет на голямата победа. Екипът на отбора е изцяло в тъмновиненочервено.

## Личности
родени в Арброут
- Нийл Арнът (1788 – 1874), шотландски лекар и физик
- Норман Бауман (р. 1969), киноартист
- Дейвид Дънбар Буик (1854 – 1929), основател на компанията „Буик Мотор Къмпани“
- Нед Дойг (1866 – 1919), шотландски футболен вратар
- Дъруорд Лили (1852 – 1944), шотландски оперен певец
- Пол Тош (р. 1973), шотландски футболист

починали в Арброут
- Александър Хислоп (1897 – 1865), шотландски църковен деец

свързани с Арброут
- Ан Бег (р.1955), шотландска политичка, след 1988 г. преподавала в Академията на Арброут
- Сър Хари Лоудър (1870 – 1950), шотландски естраден водещ и конферансие
- Уолтър Скот (1771 – 1832), шотландски поет и белетрист
- Анди Стюарт (1933 – 1993), шотландски певец
- Александър Шанкс (1801 – 1845), британски изобретател
- Джон Петри (1867/68 – ?), шотландски футболист

## Побратимени градове
Към 2008 г. град Арброут няма побратимени градове.

## Фотогалерия
- Пристанището на Арброут
- Южната част на Арброут
- Руините на манастира „Арброут Аби“
- ЖП гарата на Арброут